# Coventry Building Society Arena
Coventry Building Society Arena (tidligere Ricoh Arena) er et fodboldstadion i Coventry i England, der er hjemmebane for Championship-klubben Coventry City. Stadionet har plads til 32.609 tilskuere, og alle pladser er siddepladser. Det blev indviet i år 2005, hvor det erstattede klubbens gamle hjemmebane, Highfield Road.
Stadionet blev anvendt til fodboldturneringen under Sommer-OL 2012 under navnet City of Coventry Stadium.